# Mean Mr. Mustard
A Mean Mr. Mustard a tizenegyedik dal a The Beatles brit rockegyüttes Abbey Road című albumáról. Szerzői John Lennon és Paul McCartney. 
A dal nagy részét Lennon írta, a lemezen pedig ő maga énekelte a dalt. A dal az Abbey Road B oldalának egyvelegéhez tartozott, így a dal kapcsolódik az előző dalhoz, a  Sun Kinghez, majd szünet nélkül átvált a Polythene Pam című dalba. 
A Her Majesty című rövid dal eredetileg  a Mean Mr. Mustard után következett volna, de végül Paul McCartney a hangmérnökkel kivágatta, és az album végére helyezte.

## Közreműködött
- John Lennon – ének és háttérvokál, ritmusgitár, zongora
- Paul McCartney – háttérvokál , basszusgitár
- George Harrison – gitár
- Ringo Starr – dob, csörgődob, rumbatök

## Fordítás
- Ez a szócikk részben vagy egészben  a   Mean Mr. Mustard című angol Wikipédia-szócikk ezen változatának fordításán alapul.  Az eredeti cikk szerkesztőit annak laptörténete sorolja fel. Ez a jelzés csupán a megfogalmazás eredetét és a szerzői jogokat jelzi, nem szolgál a cikkben szereplő információk forrásmegjelöléseként.